# Broughton Poggs
Broughton Poggs – wieś w Anglii, w hrabstwie Oxfordshire, w dystrykcie West Oxfordshire. Leży 29 km na zachód od Oksfordu i 110 km na zachód od Londynu.